# 關東鐵道KiHa 5020型柴聯車
關東鐵道KiHa 5020型柴聯車（日语：／ Kantō Tetsudō Kiha 5020-gata kidōsha）是關東鐵道常總線使用的柴聯車。
本型車是由新潟運輸系統在2019年製造的新型車輛，並在同年的3月2日投入使用。車體以白色作為塗裝，搭配著象徵筑波山朝陽的黃色與代表鬼怒川與小貝川的藍色條紋，並在車門旁畫上粉紅色的三角形標誌，象徵初春時節被梅花點綴的筑波山。車體正面的前照燈則移至上半部，並採用LED燈做為照明設備。而運行長達40年的關東鐵道KiHa 310型313號、314號柴聯車則隨著新型車輛KiHa 5020型柴聯車投入使用，而在2017年2月16日遭到報廢。